# Bubur ayam
Bubur ayam (en indonesio; literalmente «congee de pollo») es un plato típico de la gastronomía Indonesia, que consiste en arroz congee con carne de pollo desmenuzada que se sirve junto a un conjunto de ingredientes adicionales, generalmente huevo, keropok o rousong.

## Origen
El arroz es el componente principal de la dieta de la mayoría de los indonesios. Mientras que la carne de pollo suele ser el complemento más común, esto debido a que es el producto de origen animal más accesibles del país, ya que la ganadería —por la falta de terrenos apropiados, así como por ciertas características climáticas— tiene una menor extensión que la avicultura.
La técnica para cocinar el bubur ayam es de procedencia de la gastronomía china, su origen se remonta al siglo XVI, cuando ocurrió una migración en gran escala al territorio indonesio. La influencia china también se presenta en el conjunto de ingredientes adicionales utilizados en la fabricación de bubur ayam, suele agregársele youtiao, cebolleta y salsa de soya.
La migración laboral de indonesios, a Singapur y Malasia contribuyó a la popularización de bubur ayam en estos países.

## Características

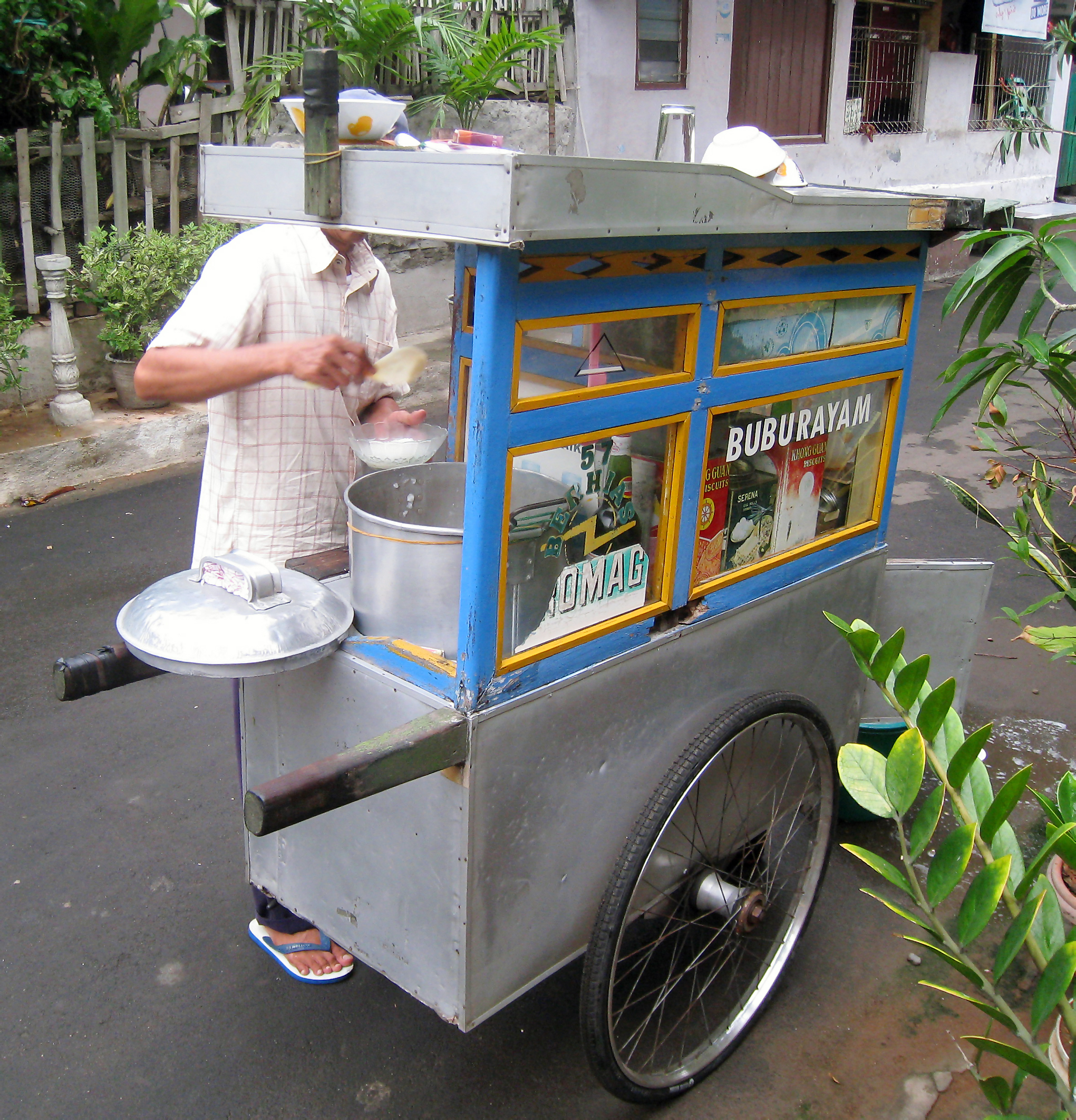
Venta ambulante de bubur ayam

El plato se compone de pechuga de arroz cocido, puede ser hervido a base de agua, leche de coco o caldo de pollo. El pollo se cuece, y se fríe brevemente en aceite. En algunas recetas lleva youtiao y verduras. El plato se sirve junto a salsa, con el pollo generalmente cortado en tiras.